# La Salle Parish
La Salle Parish (franska: Paroisse de La Salle) är ett administrativt område, parish, i delstaten Louisiana, USA. År 2010 hade området 14 890 invånare. Den administrativa huvudorten är Jena.

## Geografi
Enligt United States Census Bureau har countyt en total area på 1 716 km². 1 616 av den arean är land och 100 km² är vatten.

### Angränsande områden
- Caldwell Parish - norr
- Catahoula Parish - öster
- Avoyelles Parish - syd
- Rapides Parish - sydväst
- Grant Parish - väster
- Winn Parish - nordväst

### Städer och samhällen
- Jena
- Olla
- Trout
- Tullos
- Urania